# Комуністична партія Фінляндії
Комуністична партія Фінляндії (фін. Suomen Kommunistinen Puolue аббр. SKP) — фінська ліва політична партія.

## Колишня КПФ (до 1994)
Комуністична партія Фінляндії (КПФ) була заснована 29 серпня 1918 на установчому з'їзді, що проходив у Москві.
З самого свого створення КПФ діяла в Фінляндії на нелегальній основі, її ЦК перебував у Петрограді.
У травні 1920 року у Фінляндії була утворена підконтрольна КПФ Соціалістична робітнича партія Фінляндії (SSTP). У серпні 1923 року уряд Кюесті Калліо уклало під варту більшість функціонерів SSTP, включаючи всю парламентську фракцію, сама партія була визнана фінським судом поза законом, а видання її газет було заборонено. Також піддавалися гонінням і інші перебували під впливом СКП легальні партії, багато їх члени були заарештовані.
Навесні 1928 року у Фінляндії пройшла ще одна хвиля арештів активістів лівих партій і членів підпільної організації КПФ, а наступні численні арешти комуністів пройшли в 1930-33 роках.
КПФ отримала право легальної діяльності тільки в 1944 році, після підписання перемир'я з Радянським Союзом.

## Голови колишньої КПФ
- Юрьйо Сірола 1918-20
- Куллерво Маннер 1920-35
- Ханнес Мякінен 1935-37
- Юкка Лехтосаарі 1937-38
- Арво Туомінен
- Аймо Аалтонен 1944-45, 1948-66
- Ааро Уусітало 1945-48
- Аарне Саарінен 1966-82
- Еуко Каяно 1982-84
- Арво Аальто 1984-88
- Ярмо Вальстрьом 1988-90
- Хелья Кетола 1990-92

## Нинішня КПФ (з 1994)
В даний час в КПФ перебувають близько 4 000 осіб, що утворюють близько 200 первинних організацій.
Головою партії є Юрьйо Хаканом (з 1994), віце-головою Олена Гульден (з 2007), а генеральним секретарем Арто Віітаніемі (з 1994).
Органом КПФ є тижневик Тіедонантая (фін. Tiedonantaja), головний редактор Ерккі Сусі.
За результатами останніх парламентський виборів 2007 року КПФ не отримала жодного місця в парламенті країни.